# Cado (singolo)
Cado è un singolo dei cantautori italiani LDA e Albe, pubblicato l'11 novembre 2022 come primo estratto dal primo EP Quello che fa bene.

## Descrizione
Il brano, scritto da entrambi gli artisti con Alessandro Caiazza, è prodotto da Steve Tarta.

## Video musicale
Il video musicale, diretto da Byron Rosero, è stato pubblicato il 14 novembre 2022 attraverso il canale YouTube di LDA.

## Tracce
Testi di Luca D'Alessio, Alberto La Malfa e Alessandro Caiazza, musiche di Steve Tarta.
1. Cado – 3:04